# Chocope
Chocope (históricamente llamada Chocop) es una localidad peruana capital del distrito homónimo ubicado en la provincia de Ascope en el departamento de La Libertad. Se sitúa aproximadamente a unos 43 km al norte de la ciudad de Trujillo. Es conocida popularmente como "Corazón del valle del Chicama".

## Historia
Fundada la ciudad de Trujillo, repartidos los solares urbanos a sus primeros vecinos españoles, se repartió las tierras y los indios a los encomenderos.
Al español Diego de Mora le tocó el Valle Chicama, el Valle de Chimo y el Puerto de Huanchaco. Esto se produjo en marzo de 1535.
Diego de Mora arribó al Valle Chicama, ese mismo año, y ni bien lo hizo instaló el primer trapiche de moler caña, así como en cultivarla en su hacienda denominada Trapiche de Chicama, de 133 fanegadas de extensión, trabajadas por 29 negros esclavos que producían 1.200 arrobas anuales de azúcar.
Tres años después, el 29 de abril de 1538, al darse cuenta de la generosidad de estas tierras, fundó la ciudad de Chocope, con el nombre de “San Pedro y San Pablo de Chocope”
Durante la colonia, la vida de Chocope discurrió dentro de un marco afortunado; pues, el carácter de sus pobladores estuvo relevado por un acendrado espíritu religioso.

## Elevación a la categoría de ciudad
El 14 de noviembre de 1944, mediante ley n.º 10010, Chocope fue elevado a la categoría de ciudad, como resultado de las gestiones del Alcalde de ese entonces, Dr. Arnaldo Buzzi Cantonne.

## Geografía física

### Farias
Es una zona geográfica muy importante de la Cooperativa Casa Grande, se encuentra ubicada en la parte suroeste de la capital del distrito. Sus tierras están sembradas en su totalidad con caña de azúcar, asimismo, es necesario resaltar las instalaciones y la pista de aterrizaje de su aeropuerto, que le da una excelente expectativa para el futuro del Distrito y del Valle Chicama, respectivamente. Según el historiador, Don Miguel Feijoo, durante el año 1755, su población es de 3456 habitantes figuraba como dueño, Don José Amaya Herrera, posteriormente la familia Lizarzaburu adquirió la propiedad, manifiesta también que por el año 1882, el dueño de Farias y Tutumal fue don Santos Araujo quien compró la propiedad a Don José María de Lizarzaburu.

### Sintuco
Ubicado al sur de Chocope, es un pueblo netamente agrícola, que hasta 1991, pertenecía a la Cooperativa Agraria Azucarera Cartavio. Hoy actualmente los pobladores están labrando su propio futuro, se dedican al cultivo de caña de azúcar.

### La Constancia
Población que se dedica a la agricultura por depender de la C.A.A. Casa Grande, se encuentra ubicada al noreste de la capital del distrito. En sus tierras se encuentran ubicadas las instalaciones de una moderna e higiénica granja de porcinos, en el sector “Las Viudas”, hasta octubre de 1991 sembró peces de las especies carpas, tila pías y camarones los cuales fueron alimentados con el excremento de los chanchos y fueron utilizados en la alimentación de los pobladores.

### Mocollope
Centro poblado de ascendencia piurana, está ubicado al sur de Chocope, presenta una entrada similar a la de Casa Grande, dos hermosas filas de frondosos Ficus, la misma que fue la antigua entrada, desde la carretera panamericana, hacia Ascope, Roma, Sausal, Casa Grande y Anexos, en su territorio se encuentran las instalaciones del Polígono, así como una de las ruinas más importantes del valle Chicama, La huaca “El Palacio“. Por el año1755, el propietario de Mocollope, fue don José Alfonso Lizarzaburu, el mismo que era dueño también de las haciendas la Viña y Santa Ana.

### Mariposa Leiva
Enclavada al pie de la Carretera Panamericana Norte, entre Chocope y Paiján, en pleno cruce con la carretera Industrial de la Cooperativa Casa Grande, que la cruza de este a oeste. Es un pequeño centro poblado de pocas casas cuyos escasos habitantes dependen económicamente de Casa Grande, se asemeja a un oasis pero rodeado de caña de azúcar.

### Molino Cajanleque
Ricas tierras consideradas hoy en día como la despensa de alimentos del Valle Chicama, La historia de estas tierras, están ligadas a las vicisitudes de Casa Grande, debido a que es un anexo de la Cooperativa. Los Molinos comprenden a; Molino Cajanleque, Molino Chocope y Molino Larco. Según  Miguel Feijoo, en 1755, la hacienda trapiche Cajanleque ubicada a media legua del pueblo de Chocope, perteneció a Andrés Zanz. Tenía 316 fanegadas de tierra con 35 negros y negras, entre grandes y pequeños, quienes labraban 2,000 arrobas de azúcar. El 4 de diciembre de 1878, pasó a propiedad de Juan Susoni.

### Molino chocope
anexo de Chocope
Nota: actualmente Casa Grande, ya no pertenece políticamente a Chocope porque fue convertido en Distrito.

### Límites
- Por el norte: Paiján.
- Por el sur: Chicama.
- Por el este: Ascope y Casa Grande.
- Por el oeste: Magdalena de Cao.

### Clima
Chocope, por ocupar la parte baja del Valle Chicama, tiene un clima templado, teniendo bien marcadas las estaciones de invierno y verano.
Su temperatura varía entre los 20 y 22 °C, las lluvias se dan en forma esporádica, lo cual demuestra que también sufre sequías, como las de 1968 y 1977, las cuales comprometieron la producción de la caña de azúcar y de los productos de pan llevar.

### Recursos naturales
Chocope, ubicado en pleno corazón del Valle Chicama, cuenta con escasos recursos naturales, pero sobresalen los campos fértiles donde predominan los sembríos de caña de azúcar y de productos de pan llevar. Y en donde no ha intervenido la mano del hombre, existen, los sauces, espino, zapote, caña brava, carrizo, también se dan las plantas medicinales como la cola de caballo, hierba santa, hierbabuena entre otras, con relación a las flores, tenemos el clavel chino o flor de muerto, buenas tardes entre otras. La fauna lo constituye los zorros, lagartijas, culebras, saltojos, roedores, aves, peces, además de las variadas especies de mosquitos, zancudos y hormigas entre otros. En ganadería predomina el ganado ovino, caprino y vacuno.

## Educación
Chocope, en el aspecto educacional fue el la primera ciudad de la Provincia de Ascope en contar con un Centro de Estudios Superiores, que lo ubicaron a la altura de las grandes ciudades del país.
Así, tenemos en el nivel inicial
jardín infantil # 254
C. E. Particular Mixto, inicial, primaria y secundaria “San Juan de la Cruz ” Fundado por el Dr. Segundo Arturo Yep Marín Página: https://www.facebook.com/sanjuandelacruz.chocope?fref=ts
CEI Santa Teresita del Niño Jesús<ref>Página: https://www.facebook.com/pages/IEIP-Santa-Teresita-del-Ni%C3%B1o-Jes%C3%BAs/271711509516921?ref=profile< /ref>
Jardín de niños Travesuras y garabatos
Página: https://www.facebook.com/JardinTravesurasYGarabatosChocope?fref=ts (enlace roto disponible en Internet Archive; véase el historial, la primera versión y la última).
en nivel primario
la Escuela “Josefina Gutiérrez Fernández”
Centro Educativo Particular inicial, primaria y secundaria "Latinoamericano"
en secundaria el Colegio Nacional Mixto “Jesús Nazareno”
Página: https://www.facebook.com/pages/IE-Jes%C3%BAs-Nazareno/613018995386103?fref=ts
En el nivel superior, destaca el Instituto de Educación Superior Tecnológico Público (ISTP) “Luis Alberto Sánchez”
Ofrece las Carreras Técnicas de:
•Producción Agropecuaria.
•Contabilidad.
•Computación e Informática.
•Enfermería Técnica
•Técnica en Farmacia
•Mecánica de Producción
. Funciona desde 1986.
Página Web: https://web.archive.org/web/20130815020725/http://www.iestpchocope.edu.pe/index.php?page=el_instituto
Academia Preuniversitaria "SER"
Página: https://www.facebook.com/pages/Academia-Preuniversitaria-SER-Chocope/149827131739513
También existe un C.E.O.(Centro de educación ocupacional) “Santa Rosa”, con más de 18 años de funcionamiento (el primero en el Valle Chicama).
Posteriormente por los años 2006 se consolidó la primera academia Preuniversitaria "Euclides" que en años anteriores venían enseñando un grupo de profesionales y estudiantes de la distinga UNT.
Página:https://www.facebook.com/pages/Academia-Preuniversitaria-Euclides/309400832450990?fref=ts

## Medios de comunicación
La población adquiere sin ningún contratiempo los diarios de circulación nacional y regional, entre los primeros Expreso, La República, Ojo, El Comercio, Extra y Líbero, entre otros. En el nivel regional circulan, La Industria, Satélite, La Palabra, y en nivel local se reeditó el semanario “El Eco”, y la revista "Estadio", cuyo director y propietario es Luis W. Castañeda Irribarren. (actualmente no es editado por motivos de ausencia del director-propietario).
En comunicación radial y televisiva, podemos mencionar a la Emisora FM 99, radio Chocope y en televisión América; Asimismo, estamos interconectados actualmente con el mundo por medio del sistema de fibra óptica de la empresa Telefónica, aparte de las diferentes compañías de telefonía celular.

## Principales instituciones

### Municipalidad
La aparición de las Municipalidades en Perú, se remonta históricamente a “LOS CABILDOS”, instaurados por el Conquistador Español Francisco Pizarro, en el año 1553, en la Ciudad de Lima y en otras ciudades como Trujillo y Huancayo. Dichos cabildos fueron instalados a imagen y semejanza de los Cabildos españoles, que también inspiraron a los cabildos en el resto de América Hispánica. Mediante la Constitución de 1821, se dio existencia constitucional a dichos cabildos en nuestro país, los mismos que estaban conformados por Regidores, quienes eran elegidos por el virrey, en representación del rey de España, los mismos que en votación secreta elegían al alcalde, por un período de tres años. La Municipalidad de Chocope, la institución más antigua, fue reconocida como tal, a partir del 22 de marzo de 1874, año en que se instaló la Primera CORPORACIÓN. (nombre con el que se reconocía en esa época al Concejo Municipal), y a los Alcaldes de se les denominaba PRESIDENTES.
La Municipalidad de Chocope, según consta en el primer Libro de Actas ya funcionaba como AGENCIA MUNICIPAL, y dependía de la Municipalidad de Trujillo corría el año de 1817, y esta Agencia estuvo presidida por el sindico procurador, Felipe Miranda, quien tuvo como regidor a Toribio Vallejo y como secretario a Gaspar Leiva. Es un 26 de abril de 1821, fecha en que se da la primera Ley Política, a favor de Chocope, ésta es elevada a la categoría de VILLA, siendo en esa época, don Felipe Miranda Sindico procurador.
Página Web:
https://web.archive.org/web/20140223011257/http://www.munichocope.gob.pe/mdch/

### Hospital de Apoyo II
El Hospital de Chocope, ex Obrero de la Caja Nacional del Seguro Social Obrero, fue inaugurado el 29 de noviembre de 1943, y el 1.º de mayo de 1944, abrió sus puertas para atender a los obreros de las Haciendas Azucareras del Valle Chicama, hoy Cooperativas Agrarias Azucareras, siendo en ese entonces, Presidente de la República el Dr. Manuel Prado Ugarteche, Ministro de Salud Pública y Asistencia Social el Dr. Constantino Carvallo y el Director Gerente de la Caja Nacional del Seguro Social, Dr. Edgardo Rebagliati. El Gobierno Revolucionario de las Fuerzas Armadas de Perú, consciente de la necesidad de una mejor atención médica, para los obreros y empleados, emite el Decreto Ley 20212 del 6 de noviembre de 1973, con el cual unifica a ambos y dejan estos de pertenecer a la Caja Nacional del Seguro Social del Empleado, para convertirse en Seguro Social del Perú, en consecuencia el hospital recibió la denominación de Hospital Zonal # 1 de Chocope.
Posteriormente, durante el Gobierno Democrático del Dr. Alan García Pérez, se dictan ciertas medidas correctivas y la denominación del Seguro Social del Perú, cambia por la de Instituto Peruano de la Seguridad Social, lo cual trae consigo, que el nosocomio de Chocope, cambie la denominación que tenía por la de HOSPITAL DE APOYO II - CHOCOPE. Su primer Director, fue el Dr. Rafael Arias Sosa, y comenzó a atender a la masa trabajadora con 95 camas, las mismas que estuvieron distribuidas de la siguiente manera: Servicio de Cirugía 31 camas; Servicio de Medicina General 42 camas; Servicio de Ginecología-Obstetricia 3 camas y el Servicio de Emergencia con 2 camas.

En la actualidad cuenta con 147 camas distribuidas de la siguiente manera, en los siguientes servicios hospitalarios: Medicina 54; Cirugía 47; Ginecología 10; Obstetricia 7; Pediatría 20; y Servicio de Emergencia 9 camas, además de 5 Incubadoras y 15 Cunas. Las camas del Servicio de Emergencia no son consideradas como de Servicios Hospitalarios. Asimismo cuenta con 3 consultorios de Medicina General y Medicina Interna y 1 consultorio de Cardiología y 1 consultorio de Neurología. Además de consultorios de Cirugía son 2, Pediatría son 3, Obstetricia 2, Ginecología 2, Otorrinolaringología son 1, Odontología son 2, y uno de Urología, Oftalmología y traumatología respectivamente aparte de ambientes modernos y amplios de Rayos X, Admisión, Farmacia, Asistentado Social, Relaciones Públicas, entre otros. 
El actual edificio del Hospital será demolido para dar paso a una nueva y moderna infraestructura de varios pisos y pasara a llamarse "Hospital de Alta Complejidad Chocope"

### Iglesia y Convento de los Padres Carmelitas Descalzos

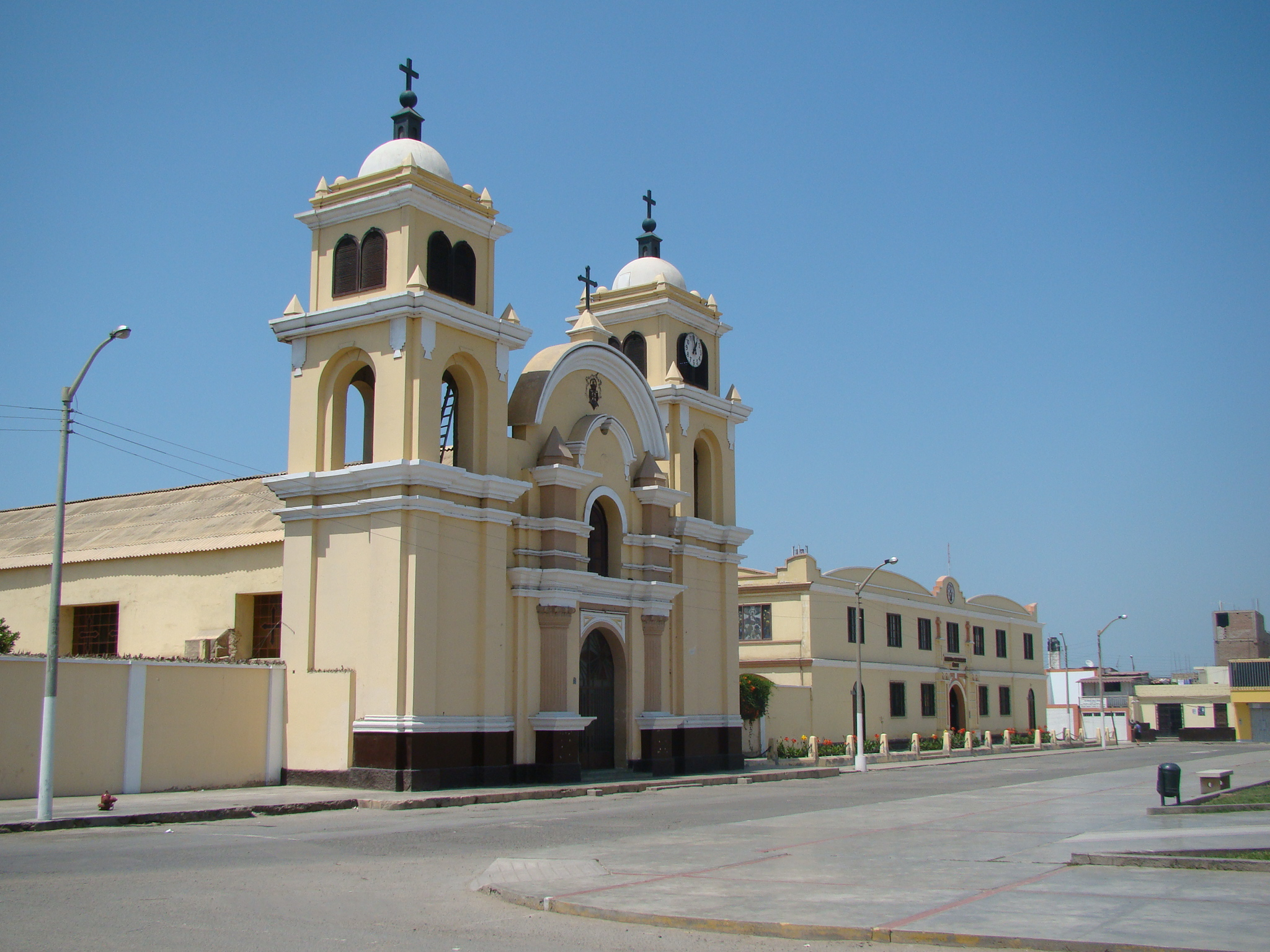
Iglesia y convento carmelita en Chocope

El primer párroco en llegar, fue el Padre Marcelino de Santa Bárbara, fundador del Convento. Desde entonces y hasta ahora, aun cuando por la falta de personal se han tenido que dejar muchas Parroquias del Valle Chicama 33 estudiantes que aprobaron su NOVICIADO en esta tierra chocopana, son hoy la esperanza de que el compromiso sigue. Son ya 89 años que la Comunidad de los  Padres Carmelitas Descalzos  de  Chocope Convento y Noviciado , y desde aquí dirigieron su labor apostólica a todo el Valle Chicama y activos en la oración, bregaron orantes en una acción que hoy se reconoce en la huella de sus obras.
Muchas veces a pie, otras a caballo, algunas en tren, los Padres Carmelitas se desplazaban por las distintas haciendas del Valle, para cumplir su misión Sacerdotal. Pero no eran ellos solos, sino que con ellos siempre existían almas generosas dispuestas a entregarse al Servicio Social y a la Acción Católica. Su primera tarea era evangélica, pero no por ello descuidaron el progreso de estos pueblos, su desarrollo y su formación.
El colegio secundario particular “ San Juan de la Cruz”, el primero del Valle, que con apenas trece años de funcionamiento, supo ser el “Alma Mater” de la educación para estas tierras, ha sido una muestra de la tarea formativa de los Padres Carmelitas. La restauración de varias Iglesias del Valle -incluso la de Chocope- o la construcción de otras, son la muestra de la obra material de los Padres. La construcción del actual Convento de Chocope, también lo es.
En algún momento frente a la escasez de personal, se decidió dejar estas tierras, esta acción no se realizó. Los Padres Carmelitas nunca dejaron Chocope, aunque canónicamente así debió ser. Antes bien la casa se reerigió, y ahora como Noviciado, donde cada año promociones de jóvenes –futuros Sacerdotes Carmelitas- palpan en el mismo lugar donde los Carmelitas Descalzos, se iniciaron en Perú, que “Las Mies Es Abundante Y Los Obreros Pocos”.
Pero, lamentablemente desde el 2002 ha venido funcionando solamente como centro parroquial, en vista de que con el transcurrir del tiempo las vocaciones carmelitanas han menguado considerablemente. Por eso tuvieron que ceder la casa conventual (y toda la parroquia) al Arzobispado Metropolitano de Trujillo; de tal modo que el monseñor Héctor Miguel Cabrejos Vidarte, arzobispo metropolitano de Trujillo, nombró administrador parroquial de la Parroquia San Pedro y San Pablo de Chocope al reverendo padre Óscar William Muñoz Ramírez y como parte de su labor pastoral al seminarista Wilmer Infantes Peña. El 9 de enero de 2012 los Padres Carmelitas ceden su convento en presencia del vicario general de la arquidiócesis de Trujillo, Mons. Ricardo Angulo Bazauri, del Comisario Carmelita del Perú Padre Ángel Zapata Bances OCDE (Orden Carmelitas Descalsos), del Padre Demetrio Pflucker OCDE, del Padre Andrés Costilla OCDE (último Párroco de la Parroquia de Chocope) y del Padre Oscar Muñoz, cerrando de este modo un ciclo de labor pastoral ininterrumpida en el Valle Chicama. El Padre Oscar Muñoz es natural de Ascope y el Seminarista Wilmer Infantes del Centro Poblado Roma. Ambos pueblos pertenecen al Valle Chicama, siendo el primero Capital de la Provincia.
Iglesia San Pedro y San Pablo - Orden Carmelitas Descalzos
Página Web:https://web.archive.org/web/20130820011646/http://www.carmelitas.de/pchocope.htm

### Fuerte Andrés Razuri
Corría 1948, cuando por la calle Diego de Mora, hacen su ingreso en Chocope las primeras compañías del Regimiento de Caballería # 5, conocidos como “Lanzero de Torata”, esto fue un 2 de septiembre y su primer Comandante fue el teniente coronel E.P. Augusto Escobar Hernández.
Después de 12 años, un 28 de agosto de 1960, este Regimiento recibe órdenes superiores de traslado a Paimas (Ayabaca), siendo en aquel entonces su comandante el teniente coronel E.P. Jorge Ruíz Lombardi.
El mismo día y a la misma hora en que se retiraba el Regimiento de Caballería # 5, hacía su ingreso en la ciudad el B.I.M. n.º 35, más conocido como batallón “Felipe Santiago Salaverry”, venía procedente de Querecotillo (Sullana) y su primer jefe era el teniente coronel Luis Vera Cruzado.
En 1980, el B.I.M. # 35, es trasladado al sur del país (Ilo), siendo en ese entonces jefe el comandante Balarezo.
Desde ese año al 1984, estuvieron acantonados en el Fuerte los B.I.R. # 28, al mando del mayor Jorge Portocarrero Quevedo, en el B.I.R. # 6, destacó un gran militar que fue el jefe del mismo, me estoy refiriendo al mayor E. César Angulo Fernández, posteriormente fue nombrado agregado militar en España.
1985, año de mucha importancia para Chocope, puesto que se activaron los B.I.R, en batallones completos, así tenemos al B.I.M. # 324, con su Comandante el teniente coronel Ismael Bellina Castillo y el B.I.M. # 32, al mando del comandante Wilfredo Ávila Castro, el mismo que después de permanecer pocos meses en la ciudad es trasladado a Lobitos (Piura).
Posteriormente se forma el B.I.M. # 322, cuyo Comandante fue el teniente coronel Víctor Olivares Arias, quien conjuntamente con el jefe del # 324, (Ismael Bellina), tuvieron una acertada dirección de estos dos batallones y una gran proyección hacia la comunidad, sucede al comandante Víctor Olivares el teniente coronel Carlos Espinoza Flores. En 1987, el batallón es trasladado a Ayacucho, siendo jefe en aquel entonces el teniente coronel Félix Salinas Monar.
Quedó en Chocope, solamente el B.I.M. "Hipólito de la Melena”, y es en el año de 1987, en que el jefe el teniente coronel Carlos Castillo Bendayan, construye la Plazuela “Andrés A. Cáceres”, frente al cuartel en el periodo 1988/1989, tuvo como jefe al teniente coronel Carlos de la Melena Mariategui, de 1990 a 1991, el Tte. Crl. Inf. fue Julio Paulsen Chambilla.
Luego el jefe del Batallón fue el teniente coronel E.P. Fernando Calderón Cruz, quien en poco tiempo ha demostrado trabajo no solamente hacia el interior del Cuartel sino que ha concretado la rehabilitación del Parque Infantil de la localidad, con el apoyo del Comité de Damas, entre otras obras.

### Comisaría de la Policía Nacional
A raíz del robo millonario, que se perpetró en la antigua contrata de la exhacienda Casa Grande, en el año de 1960 y ante la proliferación de mujeres que se dedicaban al meretricio clandestino, en los campos con caña, ésta negociación solicita, ante las autoridades competentes se aperture una dependencia policial de la Policía de Investigaciones de Perú.
Es así, como un 15 de septiembre de 1966, siendo inspector general jefe de Región; Alfonso Zapata Diez Canseco y jefe de Personal Francisco Soberón, se inaugura y se pone en actividad la Jefatura Distrital de Chocope.
Su primer local, donde inicialmente funcionó estuvo ubicada frente a la Plazuela Juan Gildemeister, casa de propiedad del chocopano Guzmaro Díaz, la misma que fue acondicionada para tal efecto por el Sr. José Correa Rojas, por encargo de la Hacienda Casa Grande, así mismo, Casa Grande y Cartavio, en conjunto donaron una camioneta Ford Taunus, para el patrullaje.
Su primer jefe, fue el oficial de 2.ª. Ricardo Rodríguez Pinco, lo acompañaron los siguientes oficiales: Augusto Agaría Yamakawa, Walter Anchante, Oscar Franco, Luis Machiavello y César Orrego.
Posteriormente esta dependencia, que hoy en día ostenta el rango de Jefatura Provincial P.N.P. Ascope, ocupaba un área que fue donada gracias al Comité Cívico, presidido por el ciudadano Sr. Segundo Zavaleta Rojas, quien acompañado de un selecto grupo de Chocopanos cristalizaron lo que hoy en día Chocope, exhibe con mucho orgullo un amplio y espacioso local de dos pisos, en donde actualmente desempeñan sus labores un compacto grupos de policías bajo la acertada dirección del Mayor Jefe P.N.P. José Benites Ahón.
El actual local, inaugurado en 1986, siendo Director Superior P.I.P. Tnte. Gral. FF. PP. Mario Muñoz M. y el Jefe Departamental Crl. P.I.P. David Llanos R.; como jefe de la estación estuvo el Mayor P.I.P. Carlos Sánchez León, quien trabajó muy denodadamente con el comité para la concrisión de esta importante obra.
Actualmente por cuestiones de política la sede fue trasladada a la ciudad de Ascope, la cual fue designada como Capital de la Provincia, hoy en día en las referidas instalaciones funciona un puesto de la Policía Nacional del Perú. La misma que viene cumpliendo muy acertadamente sus funciones.

## Festividades
- Fiesta Patronal en Honor al Señor del Auxilio (días centrales de la celebración, penúltimo sábado y domingo de noviembre)
- Aniversario de la Ciudad (14 de noviembre).
- Fiesta en honor a [San Martín de Porres] (diciembre).
- Fiesta en honor a la Santísima Virgen del Carmen de Chocope (16 de julio)